# 戴氏棱鯷
戴氏棱鯷（学名：Thryssa dayi）為輻鰭魚綱鲱形目鳀科的其中一種，分布於西印度洋區，從印度西部至巴基斯坦海域，棲息深度可達50公尺，本魚吻尖眼的水平集中稍微向上。顎骨長，延伸到胸鰭基底;第一個上顎骨細小，呈橢圓形;顎中的牙齒增大。第一個胸鰭鰭條的頂端延長變成一個短的絲狀突起了。鰓弓帶淡紅的橘色，基鰓骨黑色，鰓蓋之內白黃色或金色，體長可達21.5公分，臀鰭軟條41-46枚，棲息在沿海。

## 擴展閱讀
維基物種上的相關：戴氏棱鯷